# Keemu
Koordinaten: 58° 44′ N, 23° 40′ O
Keemu (deutsch Känno) ist ein Dorf (estnisch küla) in der Landgemeinde Lääneranna im Kreis Pärnu (bis 2017: Landgemeinde Lihula im Kreis Lääne) in Estland.

## Beschreibung
Keemu wurde im Januar 2014 als eigenständiges Dorf von Matsalu abgetrennt. Es liegt direkt an der Matsalubucht.
Der Ort gehört zum Nationalpark Matsalu.